# 宋宋
宋宋（英語、查莫羅語：Songsong），是美屬北馬里亞納群島所轄羅塔島的一座城鎮，2000年人口1,321，也是該島最大的聚落。「Songsong」在查莫洛語中為「村落」之意。宋宋位於羅塔島狹窄的西南端，鄰近港口－「西港」（West Harbor）。

## 教育
- 羅塔高中
- RHI 初中（RHI Jr. High School）
- 波吉聖弗朗西斯哥學校（Escuelan San Francisco de Borja）：私中初中／小學